# Dermatologia

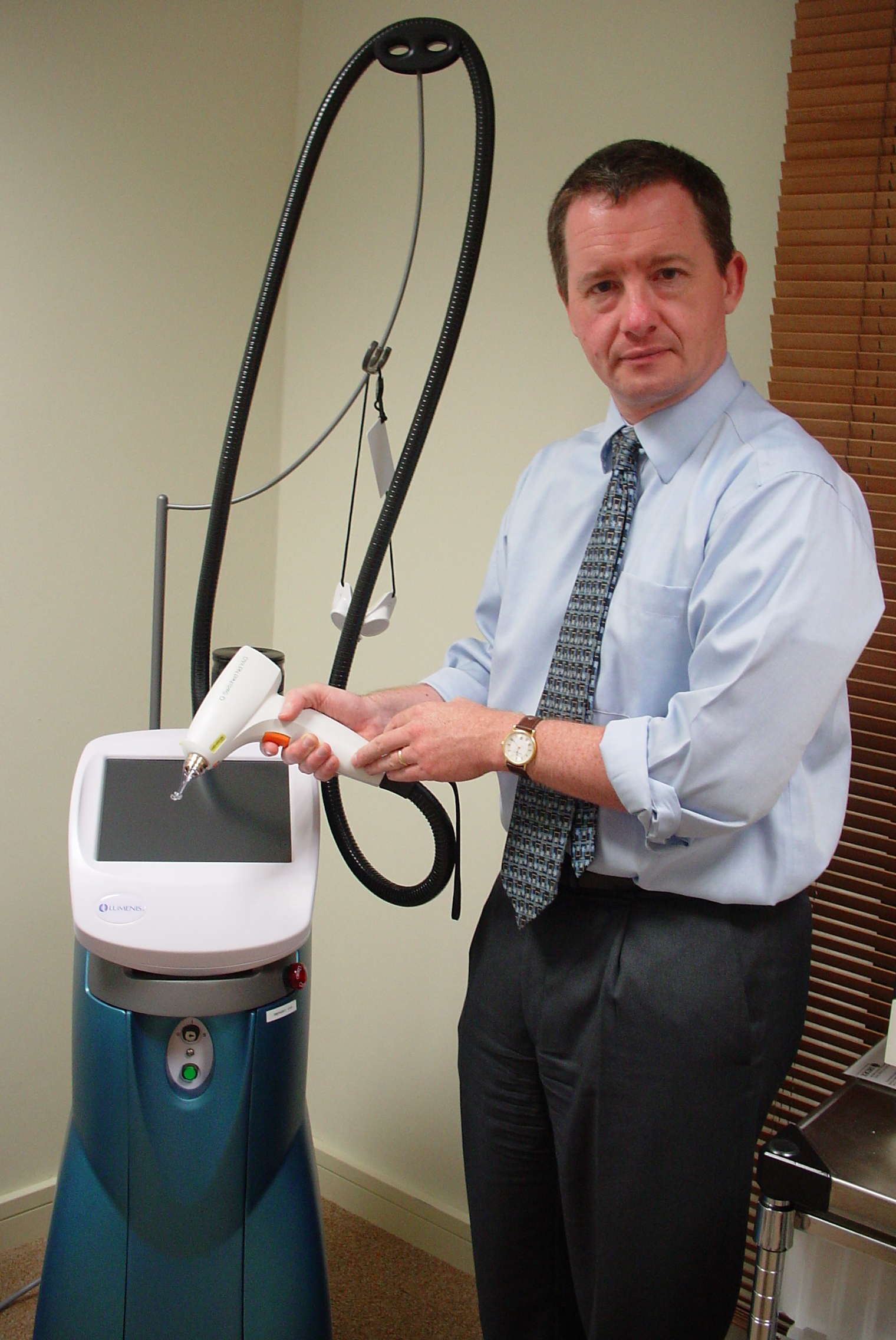
Làser dermatològic.

La dermatologia és la branca de la medicina que estudia les patologies i tractaments del sistema dèrmic. Els metges que s'especialitzen en dermatologia s'anomenen dermatòlegs.
A Espanya, per ser dermatòleg, cal llicenciar-se en medicina i després especialitzar-se en dermatologia.

## Història de l'estudi dermatològic
La història de la dermatologia es refereix al desenvolupament de la pràctica d'investigar, definir i tractar malalties de la pell, des de l'antiguitat fins a l'actualitat. El camp té el seu origen en les primeres formes de medicina, convertint-se més tard en un camp diferent amb els seus propis metges i investigadors especialitzats.

### Antiguitat

#### Mesopotàmia
Les alteracions de la superfície de la pell s'han reconegut des de l'inici de la història. Entre els primers a interessar-se per les malalties de la pell hi havia els Pobles mesopotàmics, que buscaven entendre les raons d'aquests problemes, sovint recorrent a explicacions arrelades en la religió, l'astrologia i l'endevinació, i van ser els primers a observar i definir diverses dermatopaties. Les condicions de la pell eren considerades un signe de càstig diví, les accions de dimonis i esperits, o com a resultat de la màgia negra. Una de les fonts més influents d'entendre les condicions de la pell a Mesopotàmia prové del cap erudit Babilònia Esagil-kin-aplim, que va escriure un manual de diagnòstic anomenat Sakikk ⁇ . Un passatge descriu una condició de pell complexa que s'associa amb una trobada sexual. Una altra obra, Alandimm ⁇ , observa l'aparença física humana, amb una secció dedicada a marques dèrmiques, com ara mols i taques.
Tot i que aparellar les descripcions de malalties en els pocs textos mèdics cuneïforme supervivents amb malalties específiques és un repte, sembla probable que els babilonis i els Assíries van ser els primers a definir i descriure berrugues, pústules i saabies per escrit. També és possible treure algunes conclusions sobre la seva actitud cap a les condicions de la pell. Els metges de l'època clarament van tractar de definir la malaltia d'acord amb certs criteris, utilitzant observacions com ara calor, olor, respiració i fluids corporals, per ajudar a arribar a una conclusió diagnòstic.

#### Egipte
Entre els documents mèdics més antics conservats que es refereixen a malalties de la pell hi ha l'Antic Egipte Smith Papyrus i el Papyrus Ebers que daten de vers  i vers  respectivament, tot i que és probable que els seus continguts fossin copiats i transmesos amb els seus orígens finals com remeis populars molt més antics. Aquests rotlles descriuen diverses malalties, incloent-hi malalties de la pell com úlceres, ferides de cremada, erupcions i tumors, així com tècniques mèdiques sobre com reconèixer i tractar les malalties. Molts dels tractaments implicaven encanteris màgics, l'aplicació d'herbes, o formulacions d'ingredients per medicaments o ungüents, així com procediments quirúrgics, com ara Empelts de pell.
Els antics egipcis creien en una forma de proto-humorisme, que les malalties de la pell eren un símptoma de problemes de salut dins del cos, causats per un bloqueig en el flux de fluids corporals. Això va convertir els fluids en substàncies que feien dolor que podrien causar malalties en qualsevol lloc del cos. Mentre que molts dels procediments no s'assemblen als prescrits per la medicina moderna, els papirs són notables per la seva evidència d'un sistema primerenc d'investigació exhaustiva de malalties de la pell, recomanant un examen sistemàtic, diagnòstic i tractament, cosa que més tard seria més formalitzada per les Escoles gregues de medicina.

#### Grècia i Roma
Els metges grecs antics van adoptar molts tractaments dels egipcis, amb els gustos d'Homer i Diodor que testificaven el seu respecte de la medicina egípcia, tot i que van rebutjar l'ús d'encanteris com a mètode de tractament. No obstant això, la medicina grega i romana no veien la pell com un òrgan en si mateix, sinó més aviat com una mera cobertura del cos. De manera similar als egipcis, veien les malalties de la pell com una mera representació d'un desequilibri humoral.
La medicina grega, amb el seu enfocament en l'harmonia entre la bellesa externa i la bondat interna, va establir les bases per a les pràctiques dermatològiques, emfatitzant una dieta saludable i activitat física. Els Empèdocles d'Agrigent van fer incursions primerenques per entendre les malalties de la pell i el concepte de respiració cutània, suggerint el paper de la pell en l'intercanvi de gas similar als pulmons. Hipòcrates va descriure malalties de la pell i va proposar la primera classificació de malalties de la pell amb dues categories: malalties de la pell mateixa (idiopàtica) i malalties a causa d'un desequilibri d'humors que es manifestava simplement a la pell (exantemàtica). Al voltant d'un segle més tard, la seva obra seria compilada al Corpus Hippocraticum, el qual va descriure l'anatomia i processos fisiològics de la pell, incloent suor i secreció glandular.
Roma, encara que estava en deute amb el coneixement mèdic grec, també va absorbir les perspicàcies de la medicina màgica Etruscà, que reverenciava els poders regeneratius de l'aigua i utilitzava plantes per a les seves propietats antisèptiques. Les figures romanes clau en la dermatologia inclouen Aulus Cornelius Celsus i Claudi Galen. Celsus, en el seu De Medicina, va detallar diverses condicions de la pell amb terminologia precisa, cobrint malalties com úlceres i lepra. Galè va expandir les malalties dermatològiques, especialment les que afecten els genitals, i va explorar les causes del color del cabell i la noció de Malalties de transmissió sexual. Gran part de la investigació mèdica grega i romana es va conservar només com a còpies en Llengua àrab, emmagatzemades a les biblioteques romanes d'Orient.

### Edat mitjana i Renaixement
Els dermatòlegs àrabs i perses van fer una contribució significativa a la ciència durant l'Edat Mitjana, amb clínics de l'Edat d'Or islàmica com Rhazes, Haly Abbas i Avicinna proporcionant descripcions de malalties, incloent lepra, vitiligo i verola. Avicinna va escriure capítols separats en el seu Cànon de Medicina sobre malalties de la pell, malalties del cabell i malalties dels colors de la pell. A Europa, l'Edat Mitjana va veure una difusió més àmplia de textos antics i estrangers. La medicina organitzada era principalment el domini de l'Església catòlica, que utilitzava aquests textos per informar la seva pràctica mèdica. Per exemple, el monjo benedictí Constantí l'africà va reunir una vasta col·lecció d'obres mèdiques, que va traduir al llatí i va utilitzar per informar el seu ensenyament a l'Abadia de Monte Cassino, un important centre d'aprenentatge al segle XI.
L'arribada de Constantino a Itàlia en 1077 va coincidir amb l'augment de la notorietat de la Facultat de Medicina de Salern, que s'havia fundat en el segle IX, però ara era cada vegada més influent. Trota de Salern va introduir noves pràctiques per al tractament de la pell inspirada en les societats orientals i Rogerius va utilitzar primer el terme lupus per a descriure l'erupció malar, [citació necessària] amb tots dos metges associats a la facultat de medicina. Rogerius en particular es va fer famós pel seu escrit sobre la patologia i el tractament quirúrgic de les malalties del cap, coll, tronc i extremitats. En l'Edat mitjana a Europa va haver-hi un notable augment de malalties infeccioses de la pell, com la lepra i la pesta, i les xifres de cirurgians i barbers (que, en aquest moment, oferien intervencions quirúrgiques) van sorgir juntament amb els metges en el tractament dels símptomes dermatològics.

### Renaixement
El període renaixentista va experimentar avanços significatius en la recerca mèdica. La pràctica prèviament tabú de la dissecció post mortem es va tornar gradualment considerada com a necessària per a l'avanç de la medicina. Un gran desenvolupament en la formalització de l'estudi de la pell va venir d'Andreas Vesalius, qui primer va analitzar i va descriure la substància de la pell, les seves capes, porus, greix i nervis. Durant la seva primera dissecció anatòmica pública en 1540, Vesalio va mostrar i va explicar als testimonis la diferència entre la 'pell interior' (hipodermis) i la 'pell exterior' (epidermis) i les seves respectives propietats, i va escriure sobre el tema en la seva obra seminal sobre anatomia, De Humani Corporis Fabrica Libri Septem ("Sobre el teixit del cos humà en set llibres").
En 1572, Geronimo Mercuriali va completar De morbis cutaneis ("Sobre les malalties de la pell"), que buscava compilar tot el coneixement mèdic sobre les malalties de la pell i era el primer treball científic dedicat enterament a la dermatologia. A diferència de Vesalio, gran part de la seva escriptura depenia de fonts antigues de veracitat dubtosa, i no intentava provar aquests supòsits amb la recerca original. Si bé Mercuriali era un metge generalista, va escriure molts textos enfocats en les malalties de la pell, així com De Decor Liber ("Book on Adornment") sobre l'ús de cosmètics, com ara ocultar taques.
Hi ha molts metges que podrien ser descrits com 'el primer' dermatòleg, com el cirurgià anglès Daniel Turner. Va escriure un tractat de malalties de la pell en 1714 anomenat De Morbis Cutaneis, Un tractat de malalties incident a la pell en dues parts. Malgrat el seu títol en llatí i inusualment per a textos mèdics en aquest moment, Turner va escriure el llibre en anglès, i aviat es va traduir al francès i a l'alemany. Va combinar descripcions antigues de malalties i els seus tractaments amb referències a la recerca de contemporanis com William Cowper, encara que Turner compta en la seva majoria diversos casos que va trobar i com els va tractar. L'escriptura de Turner encara no s'acostava a l'estàndard científic de la medicina moderna. Va culpar als humors per les descoloracions en la pell, i va escriure sobre com les dones embarassades podrien infligir marques i deformitats als seus fills per néixer a causa de la "imaginació forta o anhels decebuts de la mare". Aquesta última teoria va ser un punt particular de crítica utilitzat contra Turner, amb Thomas Bateman referint-se a ell com a "crèdul".
En 1799, Francesco Bianchi va escriure el llibre Dermatologia que és el primer llibre de text complet de la dermatologia moderna escrit per als estudiants de medicina. El desenvolupament de l'òptica va permetre als investigadors mèdics observar la pell malalta amb més detall.

### Segle XIX
En 1801, la primera gran escola de dermatologia es va fer realitat en el famós Hôpital Sant Lluís de París, mentre que els primers llibres de text (Willan's, 1798–1808) i atles (Alibert's, 1806–1814) van aparèixer impresos durant el mateix període. A mitjan segle XIX, la dermatologia s'havia convertit en un camp àmpliament reconegut. Publicacions com Die Hautkrankheiten durch anatomische Untersuchungen erläutert (Dermatosis il·lustrades per recerques anatòmiques) i Ferdinand von Bri's Atles der Hautkrankheiten (Atles of Skin Diseases) van tractar d'il·lustrar una àmplia gamma de condicions dermatològiques i permetre que els metges reconeguessin els seus símptomes. Hospitals com Charité de Berlín havien establert departaments dermatològics dedicats, la qual cosa va donar lloc a avanços significatius en la descripció de les condicions i els seus possibles tractaments.

## Especialitzacions
Existeixen determinades subespecialitzacions dins la dermatologia:
- Cirurgia dermatològica. S'encarreguen del càncer de la pell, cirurgies amb làser, teràpies fotodinàmiques i determinats procediments cosmètics, com els que impliquen la toxina botulina (Botox).
- Dermopatologia. Interpreten el teixit dèrmic en el microscopi (histopatologia).
- Dermatologia pediàtrica. S'especialitzen en el diagnòstic i el tractament de les malalties de la pell en els nens.
- Immunodermatòlegs. S'encarreguen del diagnòstic i gerència de les malalties de la pell produïdes pel sistema immunitari.

## Diagnòstic
Per arribar a un diagnòstic el dermatòleg empra diferents eines:
- Anamnesi o història clínica. És el primer pas, igual que a la majoria d'especialitats mèdiques.
- Examen físic. Per facilitar l'examen se sol utilitzar llum molt brillant.
- Tècniques de microbiologia.
- Biòpsia. Es pren una petita mostra de la zona que se sospita que pot tenir alguna malaltia i s'analitza amb el microscopi.

## Tractament
Els tractaments més freqüents utilitzats en dermatologia són:
- Tractaments tòpics. Donat que la pell és molt accessible.
- Fototeràpia. Inclou l'ús de llum ultraviolada.
- Teràpies quirúrgiques. Per exemple, en el tractament del càncer de pell i en les varius.

## Malalties associades
Algunes de les malalties més freqüents són:
- Acne.
- Angioma.
- Berrugues.
- Calvície.
- Càncer de pell.
- Carcinoma.
- Cel·lulitis.
- Caspa.
- Dermatitis.
- Èczema.
- Hiperhidrosi.
- Peu d'atleta.
- Sarcoma.
- Varius.